# Räisälä

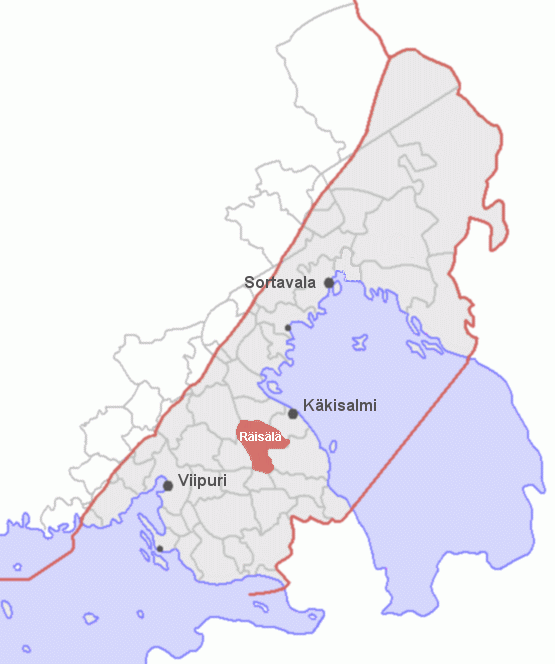
Räisälä

Räisälä eller Melnikovo ryska: Ме́льниково var en tidigare kommun i Keksholms härad i Viborgs län.
Ytan var 363,3 kvadratkilometer och kommunen beboddes av 6 485 människor, med en befolkningstäthet av 17,9 personer per kvadratkilometer (1908-12-31).
Räisälä var enspråkigt finskt och blev del av Sovjetunionen efter andra världskriget.

## Kända personer från Räisälä
- Weikko Läheniemi (1893–1918), finländsk militär